# Armstrong Whitworth Scimitar
Armstrong Whitworth A.W.35 Scimitar là một loại máy bay tiêm kích hai tầng cánh một động cơ do hãng Armstrong Whitworth Aircraft của Anh thiết kế chế tạo. 4 chiếc Scimitar đã được chế tạo cho Không quân Lục quân Na Uy và giao hàng năm 1936.

## Thiết kế và phát triển
A.W.35 Scimitar là một phát triển của hãng Armstrong Whitworth từ loại tiêm kích Armstrong Whitworth A.W.16, trang bị động cơ Armstrong Siddeley Panther. Mẫu thử đầu tiên (G-ACCD) là một sửa đổi lần thứ hai của A.W.16, bay lần đầu vào ngày 29 tháng 4 năm 1935. Mẫu thử thứ 2 (G-ADBL) là một chiếc A.W.16 hoán cải.

## Lịch sử hoạt động
Không quân Lục quân Na Uy đặt mua 4 chiếc Scimitar. Sau khi A & AEE thử nghiệm 2 chiếc tại Martlesham Heath cuối năm 1935, chúng được giao cho Na Uy vào năm 1936.
Mẫu thử Scimitar thứ hai được Armstrong Whitworth lưu giữ ở nhà máy của Whitley đến năm 1958, rồi bị thải loại.

## Quốc gia sử dụng
Norway

## Tính năng kỹ chiến thuật (A.W.35)
The British Fighter since 1912 

### Đặc điểm riêng
- Tổ lái: 1
- Chiều dài: 25 ft 0 in (7,62 m)
- Sải cánh: 33 ft 0 in (10,06 m)
- Chiều cao: 12 ft 0 in (3,66 m)
- Diện tích cánh: 261 ft² (24,3 m²)
- Trọng lượng rỗng: 2.956 lb (1.344 kg)
- Trọng lượng có tải: 4.100 lb (1.864 kg)
- Động cơ: 1 × Armstrong Siddeley Panther, 735 hp (548 kW)

### Hiệu suất bay
- Vận tốc cực đại: 192 kn (221 mph, 336 km/h)
- Vận tốc hành trình: 161 kn (185 mph, 298 km/h)
- Vận tốc lên cao: 10.000 ft/5 phút 15 giây
- Lực nâng của cánh: 15,7 lb/ft² (76,8 kg/m²)
- Lực đẩy/trọng lượng: 0,179 hp/lb (0,294 kW/kg)

### Vũ khí
- 2 × súng máy Vickers.303 in (7,7 mm)

### Máy bay có sự phát triển liên quan
- Armstrong Whitworth A.W.16